# Blinjski Kut
Blinjski Kut je naselje u Republici Hrvatskoj, u sastavu Grada Siska, Sisačko-moslavačka županija. 

## Stanovništvo
Prema popisu stanovništva iz 2001. godine, naselje je imalo 386 stanovnika te 147 obiteljskih kućanstava.
| broj stanovnika | 290   | 338   | 417   | 496   | 531   | 586   | 583   | 645   | 458   | 494   | 613   | 615   | 564   | 505   | 386   | 277   | 194   |
|                 | 1857. | 1869. | 1880. | 1890. | 1900. | 1910. | 1921. | 1931. | 1948. | 1953. | 1961. | 1971. | 1981. | 1991. | 2001. | 2011. | 2021. |

## Poznate osobe
- Josip Sever, hrv. pjesnik i prevoditelj. Josip Sever rođen je 8. srpnja 1938. u Blinjskom Kutu kod Siska. Studirao je sinologiju u Pekingu i slavistiku u Moskvi i Zagrebu. Objavio je dvije zbirke pjesama: "DIKTATOR", Razlog, 1969. i "ANARKOHOR", Naprijed, 1977. Posmrtno su mu objavljene zbirke pjesama  "BOREALNI KONJ", Mladost, 1989. i "SVJEŽA DAMA DAMASK TRESE", 2004. Za zbirku "ANARKOHOR" dobio je nagradu grada Zagreba. Drugo izdanje "DIKTATORA" izišlo je u časopisu "QUORUM" 1986., 4/5. Prevodio je s ruskog: MAJAKOVSKI, Babelj, Nabokov i s kineskog: Li Tai Po (Li Bo),Meng Hao Rang (Meng Hao Žang), Wang Chang Ling (Vang Čang Ling). Pisao je pjesme i na ruskom jeziku. 2010. Izišla je interesantna "KNJIGA O SUNČANI I SEVERU",  izdavač "AURA", Sisak, 2O1O. (pisma i život Josipa Severa sa Sunčanom Škrinjarić - uredili Lidija Dujić i Ludwig Bauer). Poznati su petrinjski susreti s pjesnicima Josipom Stanićem Staniosom i Krešimirom Jurekovićem. 1967. Stanios ga je portretirao u kineskom kimonu, slika što je preživjela požar u rodnoj kući Josipa Severa u Blinjskom Kutu za vrijeme Domovinskog rata. Sever je ostao kultni hrvatski pjesnik, poznat po svojoj boemi, po recitacijama pjesama, te asketskom življenju i žrtvi za čistoću poezije kojoj je dao svoj relativno mlad život. Umro je u Zagrebu 28. siječnja 1989. Pao je smrznut u jednoj veži.